# Videoguida
La videoguida è uno strumento che permette la riproduzione di contenuti visivi come immagini e video, congiuntamente a contenuti audio.
Il termine, pur essendo utilizzato anche in riferimento a tutorial e contributi finalizzati ad assistere gli utenti in un particolare procedimento, vuole identificare uno strumento che consiste nella evoluzione della tradizionale audioguida, dispositivo utilizzato principalmente in musei e luoghi di interesse culturale. Con la videoguida, è possibile presentare al visitatori contenuti extra ed informazioni aggiuntive riguardo all'oggetto o luogo di interesse, come ad esempio confronti con immagini d'epoca, ricostruzioni, opere simili, zoom, visuali in prospettive differenti. Infatti, le videoguide consistono generalmente nell'implementazione di esperienze di realtà virtuale e realtà aumentata, per questo vengono utilizzati differenti tipi di supporti tecnologici, come ad esempio smartphone, tablet oppure smart glass. In proposito in Italia sono state già fatte delle realizzazioni a Pisa, Pesaro, Brescia, Monza e San Gimignano con uno strumento chiamato ARtGlass. Le videoguide, così come le audioguide, vengono noleggiate nel sito culturale dai visitatori, e vengono riconsegnate al termine del percorso. Possono essere disponibili gratuitamente, ad un prezzo aggiuntivo, oppure incluse nel biglietto d'ingresso. 